# ابن وردان
عيسى بن وردان المدني أبو الحارث، ولقب بالحذاء.
توفي في حدود الستين ومائة.
من قدماء أصحاب نافع، ومن أصحابه في القراءة على أبي جعفر.
عرض القرآن على أبي جعفر وشيبة، ثم عرض على نافع.
قال الداني: هو من جُلة أصحاب نافع وقدمائهم ، وقد شاركه في الإسناد، وهو إمام مقرئ وحاذق، وراوٍ محقق ضابط.